# Sylvisorex vulcanorum
Sylvisorex vulcanorum là một loài động vật có vú trong họ Chuột chù, bộ Soricomorpha. Loài này được Hutterer & Verheyen mô tả năm 1985.